# Undo
Az Undo (magyarul: Visszavonni) egy dal, amely Svédországot képviselte a 2014-es Eurovíziós Dalfesztiválon, Koppenhágában. A dalt a svéd Sanna Nielsen adta elő angol nyelven.
A dal a 2014. március 8-án rendezett 10 fős svéd nemzeti döntőben, a 2014-es Melodifestivalen fináléján nyerte el az indulás jogát, ahol a zsűri és a nézői szavazatok együttese alakította ki a végeredményt.
A dalt Koppenhágában először a május 6-i első elődöntőben adták elő, fellépési sorrendben negyedikként az észt Tanja Amazing című dala után, és a izlandi Pollapönk No Prejudice című dala előtt. Az elődöntőben a dal 131 ponttal a 2. helyen végzett, így továbbjutott a dalfesztivál döntőjébe.
A május 10-én rendezett döntőben fellépési sorrendben tizenharmadikként adták elő a német Elaiza együttes Is It Right című dala után, és a francia Twin Twin együttes Moustache című dala előtt. A szavazás során 218 pontot szerzett, három országtól a maximális 12 pontot begyűjtve, ez a 3. helyet jelentette a huszonhat fős mezőnyben.

## Külső hivatkozások
- Dalszöveg
- A dal videóklipje
- A dal előadása a svéd nemzeti döntőben (2014. március 8.)
- A dal előadása az Eurovíziós Dalfesztivál első elődöntőjében (2014. május 6.)
- A dal előadása az Eurovíziós Dalfesztivál döntőjében (2014. május 10.)